# Morphosphaera albipennis
Morphosphaera albipennis es una especie de insecto coleóptero de la familia Chrysomelidae.
Fue descrita científicamente en 1889 por Allard.